# زیلولا موسی‌یوا
زیلولا باهودیروفنا موسی‌یوا (ازبکی: Zilola Bahodirovna Musayeva, Зилола Баҳодировна Мусаева؛ زادهٔ ۲۸ ژوئیه ۱۹۷۹) که بیشتر با نام هنری شه‌زاده شناخته می‌شود، خواننده و بازیگر ازبک است. شه‌زاده به یکی از خوانندگان محبوب در ازبکستان و کشورهای همسایه تبدیل شده‌است.
اوایل دههٔ ۲۰۱۰، شه‌زاده در روسیه نیز شهرتی کسب کرد. او به زبان‌های ازبکی، روسی، فارسی، قزاقی، تاجیکی و انگلیسی آهنگ ضبط کرده‌است.

## زندگی شخصی
زیلولا موسی‌یوا در ۲۸ ژوئیه ۱۹۷۹ در فرغانه متولد شد. او با روشان‌بک یولداشف ازدواج کرده و دو فرزند دارد.

## حرفه موسیقی
پیش از آغاز فعالیت انفرادی، شه‌زاده یکی از دو عضو گروه پاپ «جانیم» بود. این گروه در سال ۱۹۹۸ با آهنگ «به چشمانم نگاه نکن» به شهرت رسید. دو سال بعد، گروه از هم پاشید و هر دو عضو، از جمله شه‌زاده و عظیما، حرفه انفرادی موفقی را آغاز کردند.
نخستین تک‌آهنگ شه‌زاده با عنوان «بود» در ازبکستان به محبوبیت رسید و او را به عنوان چهره‌ای مطرح در فرهنگ پاپ معرفی کرد. پس از موفقیت این آهنگ، نخستین آلبوم او نیز با همین نام در سال ۲۰۰۲ منتشر شد و به یکی از پرفروش‌ترین آلبوم‌های سال تبدیل گردید.
دومین آلبوم شه‌زاده با عنوان خوشبختی خواهد بود در سال ۲۰۰۳ منتشر شد و به موفقیت دیگری برای او بدل گشت. آلبوم سوم او، لازم منی، در سال ۲۰۰۴ منتشر شد و در هفته نخست بیش از ۲۵٬۰۰۰ نسخه فروش داشت. نخستین تک‌آهنگ این آلبوم، «لازم منی»، در ماه مه ۲۰۰۴ از رادیوی وودی سادوسی پخش شد و در ازبکستان به محبوبیت رسید. آهنگ‌هایی مانند «خوشبختم»، «عشق» و «ناز و ادا» در رادیو و شبکه‌های تلویزیونی پخش شدند و موفقیت کسب کردند. همچنین، آهنگ «بازگرد»، که به‌صورت دوئت با رپر مشهور ازبک، شهرخ، اجرا شد، مورد استقبال منتقدان قرار گرفت. تک‌آهنگ «زندگی بگو» از این آلبوم به عنوان موسیقی متن فیلم ازبکی فاطیما و زهرا انتخاب شد که شه‌زاده نقش اصلی آن را ایفا می‌کرد.

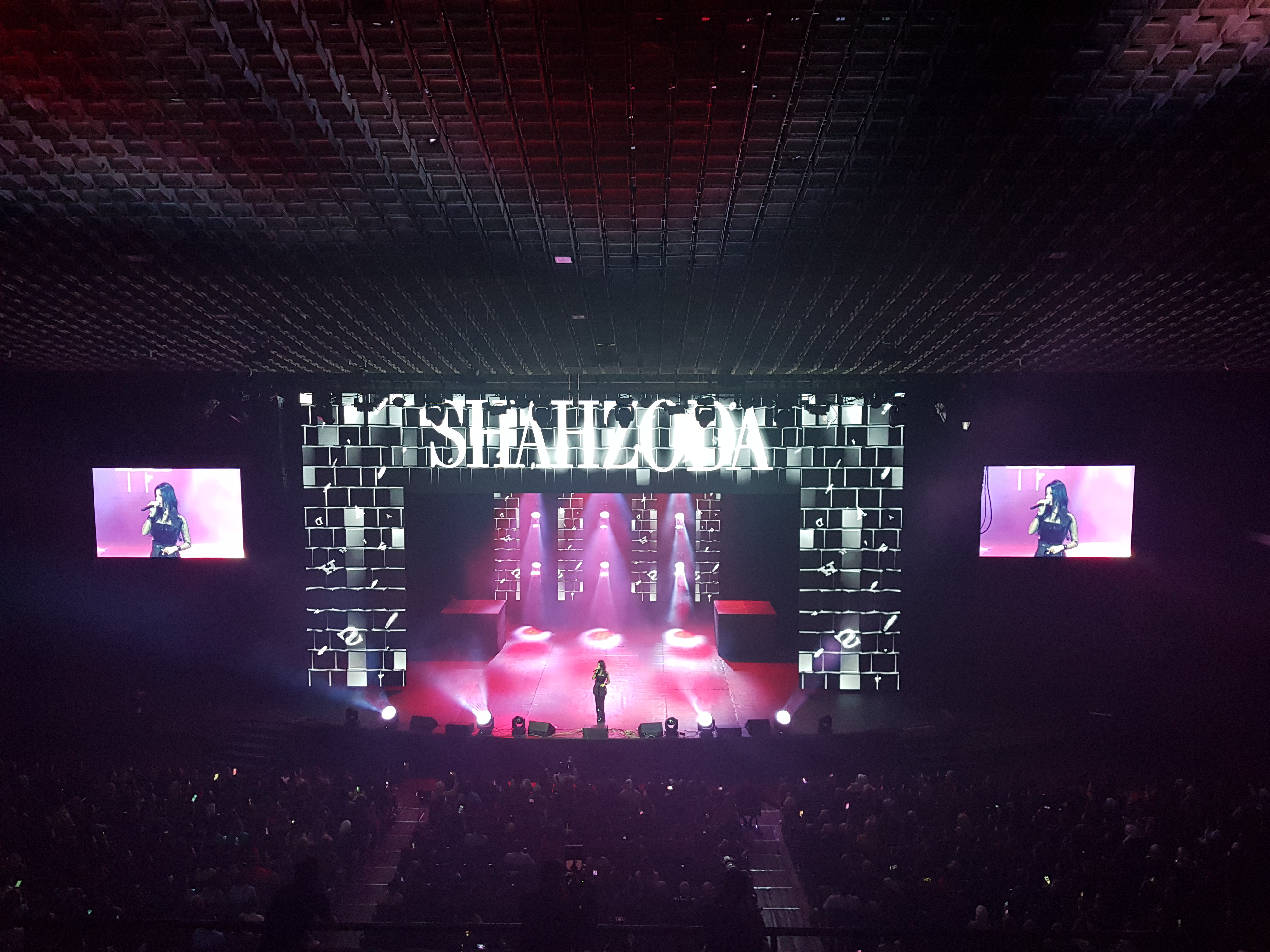
شه‌زاده در حال اجرا در بیشکک، ۲۰۱۹

آلبوم چهارم او، خوشبختم، که در سال ۲۰۰۵ منتشر شد، در هفته نخست بیش از ۵۰٬۰۰۰ نسخه فروش داشت. نخستین تک‌آهنگ این آلبوم، «لازم منی»، در کانال‌های رادیویی پخش شد و استقبال خوبی از سوی هواداران دریافت کرد. آهنگ‌هایی مانند «خوشبختم»، «فقط تو» و «لیلی و مجنون» نیز به موفقیت رسیدند.
شه‌زاده چند آهنگ به زبان تاجیکی اجرا کرده‌است که از جمله می‌توان به «من تنها» و «خوب می‌بینم» اشاره کرد. این آهنگ‌ها در میان هواداران تاجیک او محبوب شدند. آهنگ مشترک او با شریار، دیگر رپر مشهور، با عنوان «اولین عشق» نیز در جدول‌های موسیقی تلویزیون ازبکستان موفق عمل کرد.
شه‌زاده در روسیه نیز شهرتی کسب کرده‌است. نخستین تک‌آهنگ روسی او «هزار و یک شب» و آهنگ «میان آسمان و زمین» (همراه با دی‌جی اسمش) مورد استقبال هواداران روس قرار گرفتند. ویدئوی این آهنگ‌ها در بسیاری از کانال‌های موسیقی روسی از جمله آریو-تی‌وی پخش شد.
آلبوم استودیویی چشمان سیاهت از شه‌زاده به‌طور کامل توسط گروه بی‌نام نوشته و تولید شد.
در دسامبر ۲۰۱۱، شه‌زاده در جوایز موسیقی سیب بزرگ (Big Apple) که در نیویورک برگزار شد، عنوان «بهترین هنرمند در آسیای مرکزی و قفقاز» را دریافت کرد.
در سال ۲۰۱۲، شه‌زاده آغاز به انتشار آهنگ‌هایی به زبان انگلیسی کرد که شامل «افغانه»، «تنها مانده» (همراه با اکسنت) و «پرواز امشب» می‌شوند. آهنگ «پرواز امشب» که توسط دی‌جی شان بی تهیه شده بود، در ۱۲ ژانویه ۲۰۱۲ در یوتیوب منتشر شد.
در ابتدا اعلام شد که در ۱۲ نوامبر ۲۰۱۳، شه‌زاده نماینده ازبکستان در مسابقه آواز ترک‌ویژن ۲۰۱۳ با آهنگ «آهسته» خواهد بود، اما بعدها با نیلوفر عثمان‌اوا و آهنگ «فراموش کن» جایگزین شد.

## حرفه بازیگری
شه‌زاده در چندین فیلم ازبکی در نقش‌های اصلی بازی کرده‌است. فیلم فاطیما و زهرا، که شه‌زاده در آن نقش اصلی داشت، در گیشه موفق عمل کرد و بازی او نقدهای مثبتی دریافت کرد. او همچنین نقش اصلی را در فیلم ازبکی زمرد و قیمت در سال ۲۰۰۷ ایفا کرد. موسیقی متن این فیلم، با عنوان «رویاها»، توسط خود شه‌زاده اجرا شد. او همچنین در فیلم ای مریم، مریم بازی کرد که در میان مردم ازبکستان محبوب شد.